# Mazurek (ptak)
Mazurek, wróbel mazurek, wróbel polny (Passer montanus) – gatunek małego ptaka z rodziny wróbli (Passeridae), osiadły (tylko nielicznie koczujący lub przelotny), zamieszkujący Europę i Azję. Introdukowany w USA i Australii. W Polsce liczny ptak lęgowy.

## Systematyka
IOC wyróżnia 9 podgatunków P. montanus:
- P. montanus montanus – Europa przez północną i środkową Azję do północno-wschodniej Syberii i północno-wschodniej Mongolii.
- P. montanus dybowskii – południowo-wschodnia Syberia, północno-wschodnie Chiny i północna Korea.
- P. montanus transcaucasicus – wschodnia Turcja, Kaukaz do Armenii i Iranu.
- P. montanus kansuensis – północno-środkowe Chiny.
- P. montanus dilutus – południowy Kazachstan i wschodni Iran do północno-zachodnich Chin i południowej Mongolii.
- P. montanus tibetanus – Tybet do środkowych Chin.
- P. montanus saturatus – Sachalin i Wyspy Kurylskie oraz Japonia, również wschodnie Chiny do Tajwanu i północne Filipiny.
- P. montanus hepaticus – północno-wschodnie Indie, południowo-wschodni Tybet i północno-zachodnia Mjanma.
- P. montanus malaccensis – południowe Chiny, Azja Południowo-Wschodnia, Sumatra, Jawa i południowe Filipiny. Obejmuje proponowany takson obscuratus zamieszkujący zachodni Nepal do Bhutanu i północno-wschodnich Indii.

## Morfologia

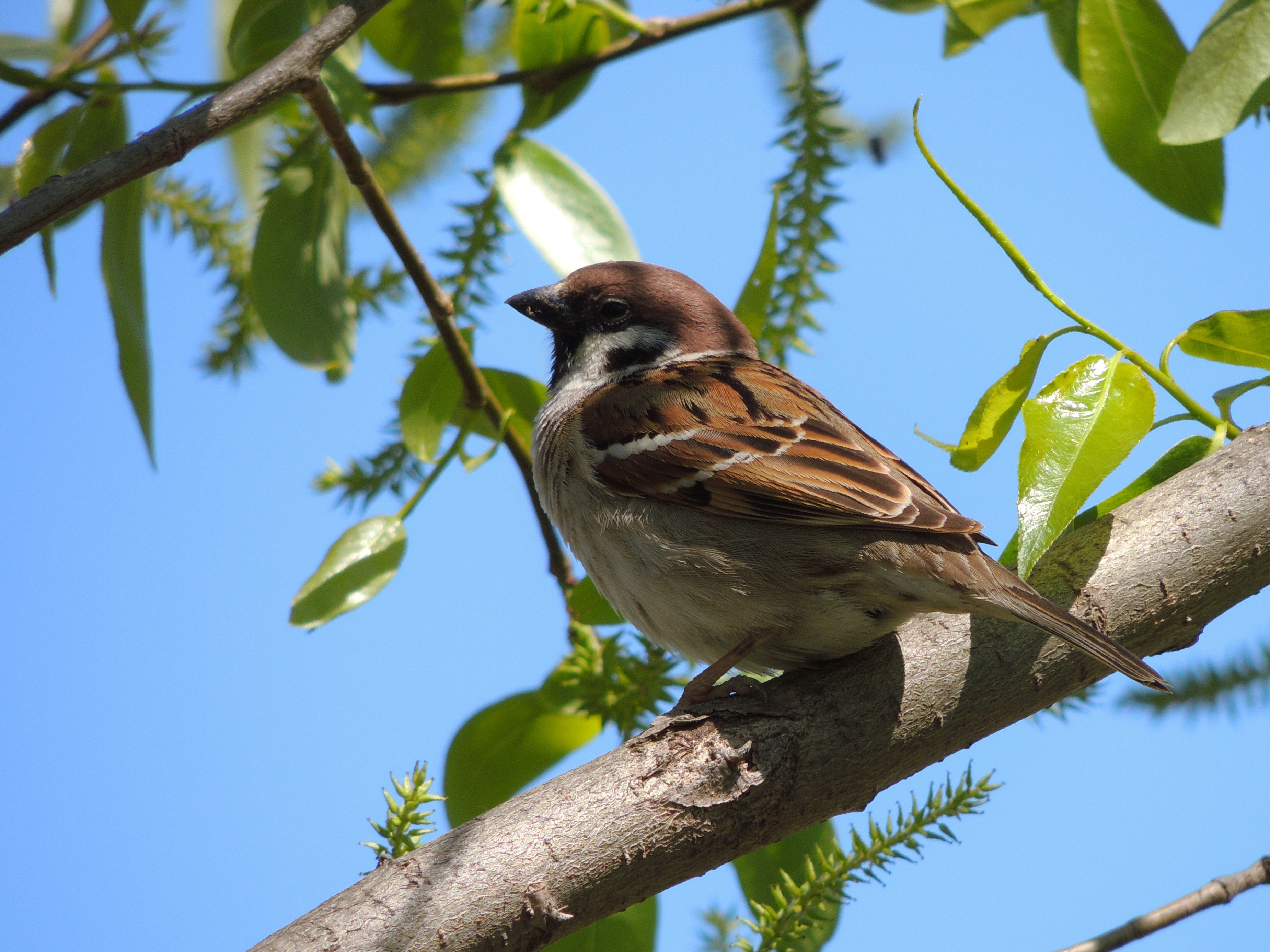
Osobnik sfotografowany w Rumunii

WyglądNieznacznie mniejszy od wróbla zwyczajnego, często z nim mylony. Najpewniejszą cechą rozpoznawczą jest czarna plamka na białym policzku (wróbel ma policzek jednolicie szary). Poza tym mazurek ma kasztanowobrązowy wierzch głowy (samiec wróbla – szary, samica wróbla – szarobrązowy), a na skrzydłach dwie białe pręgi (u wróbla pręga jest tylko jedna). Obie płci ubarwione jednakowo. Wierzch ciała ciemnobrązowy z paskowaniem, spód jednolicie brązowoszary. Wokół szyi biała obroża, na podgardlu mały czarny śliniaczek (u samca wróbla zwyczajnego jest on dużo większy). Dziób czarny, nogi jasnobrązowe. Młode podobne do dorosłych, ale nieco jaśniejsze.
Wymiary średniedługość ciała ok. 13,5–14,5 cm
 masa ciała 22–25 g

## Ekologia

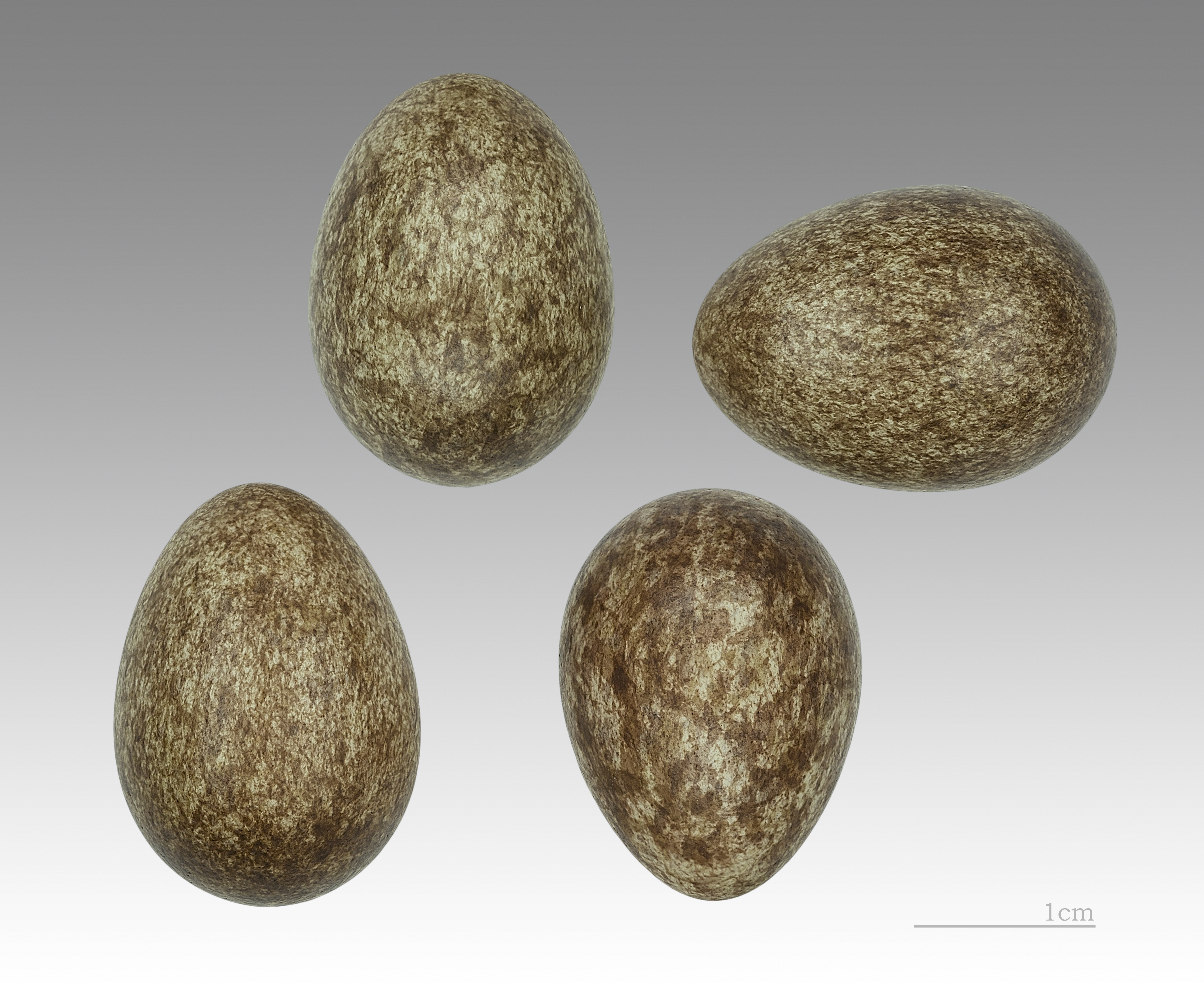
Jaja z kolekcji muzealnej

BiotopTereny otwarte, pola uprawne (szczególnie zakrzewienia śródpolne), siedliska ludzkie (miasta, parki, ogrody).
PożywienieGłównie nasiona dziko rosnących roślin – bylic, traw, rdestu ptasiego, dzikiego prosa etc., w sezonie lęgowym (wiosna, lato) drobne owady. W sezonie lęgowym dziób wyraźnie dłuższy i cieńszy; nie wiadomo, czy ma to związek ze ścieraniem warstwy rogowej na nasionach, czy jest przystosowaniem do zmiennego pokarmu.

### Lęgi
GniazdoW dziuplach drzew, szczelinach budynków, skrzynkach lęgowych. W przeciwieństwie do bardzo podobnego do niego wróbla zwyczajnego nigdy nie buduje gniazd zewnętrznych. Gniazda rozbudowane, obficie wyściełane piórami. Ptaki mogą do nich wnosić młode liście krwawnika i wrotyczu, prawdopodobnie celem odstraszenia pcheł i roztoczy.
Jaja2 lęgi w roku. Okres lęgowy od kwietnia do czerwca, po srogiej zimie może rozpocząć się w maju. W pierwszym lęgu składa 4–6 jaj, w drugim 4–5. Możliwy jest trzeci lęg w lipcu ze zniesieniem liczącym 3–4 jaja.
Wysiadywanie, pisklętaOd zniesienia przedostatniego jaja przez okres 13–14 dni. Pisklęta opuszczają gniazdo po ok. 17 dniach. Kolejne dwa tygodnie są dokarmiane przez rodziców, głównie samca, ponieważ samica szykuje się do następnego lęgu.

## Status i ochrona
IUCN uznaje mazurka za gatunek najmniejszej troski (LC, Least Concern) nieprzerwanie od 1988 roku. Liczebność światowej populacji, obliczona w oparciu o szacunki organizacji BirdLife International dla Europy na rok 2015, zawiera się w przedziale 190–310 milionów dorosłych osobników. Globalny trend liczebności populacji uznawany jest za spadkowy.
Na terenie Polski gatunek ten jest objęty ścisłą ochroną gatunkową. Na Czerwonej liście ptaków Polski został sklasyfikowany jako gatunek najmniejszej troski (LC). Według szacunków Monitoringu Pospolitych Ptaków Lęgowych, w latach 2013–2018 populacja mazurka na terenie kraju liczyła 2 428 000 – 2 767 000 par lęgowych. W latach 2007–2018 polska populacja tego ptaka odnotowała silny wzrost, szacowany na około 123%.